# 세르비아
세르비아 공화국(세르비아어: Република Србија / Republika Srbija 레푸블리카 스르비야, 영어: Republic of Serbia), 약칭 세르비아(세르비아어: Србија / Srbija 스르비야, 문화어: 쓰르비아)는 동남유럽 중앙의 발칸반도와 판노니아 평원에 자리 잡고 있는 내륙국이다. 세르비아의 수도인 베오그라드는 오랜 역사를 지닌 도시로, 발칸반도에서 가장 인구가 많은 도시권 중 하나이다.
세르비아인의 조상은 서기 6세기 중앙유럽과 남유럽으로 이주해온 슬라브족의 일파로, 이들은 발칸반도에 정착한 후 세르비아 왕국을 건설했다. 이 나라는 세르비아 제국으로 발전하여 14세기에 전성기를 이루었다. 그러나 16세기에 세르비아 땅은 오스만 제국에 정복당하였으며, 합스부르크의 침략을 받기도 했다. 19세기 초에 민족주의의 영향을 받은 세르비아 혁명이 일어나면서 발칸반도 최초로 입헌 군주 체제를 세웠으며, 뒤이어 영토를 늘리고 이 지역에서 신분제와 노예제 그리고 소작제를 폐지하는 데 앞장섰다. 제1차 세계 대전 종전 후, 오스트리아-헝가리 제국이 해체되면서 1918년에 보이보디나가 세르비아에 귀속되었다.
제2차 세계대전 종전 이후 세르비아는 몬테네그로, 크로아티아 및 슬로베니아를 비롯해 여타 남슬라브 민족들과 함께 유고슬라비아로 통합하여 존속하다가, 1991년부터 각 민족국가로 유고슬라비아가 해체되는 과정에서 여러 차례의 내전을 겪었다. 이후 세르비아는 몬테네그로와 함께 세르비아 몬테네그로 연방을 구성하였으나, 2006년 6월 5일 몬테네그로가 독립하며 두 나라도 분리되었다. 2008년 2월에 알바니아인이 다수를 이루는 남부 지역의 코소보가 독립을 선언했으나, 세르비아는 코소보를 유엔 코소보 임시행정부(UNMIK)이 통치하는 자치주로 보고 그 독립을 인정하고 있지 않으며, 코소보는 현재까지 국가에 따라 승인 여부가 다른 부분적 승인 국가로 남아 있다.
세르비아는 유엔, 유럽 평의회, 흑해 경제 협력 기구, 중앙유럽 자유 무역 협정 회원국이다. 국제 통화 기금에서는 세르비아를 신흥 개발도상국으로 분류하며, 세계 은행에서는 이 나라의 소득 수준을 중상류로 본다. 세르비아는 인간 개발 지수가 높은 수준이며, 프리덤 하우스에서는 2008년에 세르비아를 발칸 국가 가운데 몇 안 되는 '자유 국가'로 등재했다. 이 나라는 유럽 연합 가입을 신청한 상태이며, 국제적으로 중립국이다.

## 역사
6세기에 발칸반도를 침공한 남슬라브족은 여러 개의 작은 왕국을 수립했지만 오래 가지 못하고 소멸되고 만다. 780년경부터 830년 사이에는 비셰슬라브(Višeslav), 라도슬라브(Radoslav), 프로시고이(Prosigoj)가 차례대로 세르비아를 지배했는데 유럽에서 경쟁 관계에 있던 불가리아 제1제국, 비잔티움 제국, 프랑크 왕국 사이에서 살아남기 위해 노력했다.
830년경에는 비잔티움 제국의 지원을 받은 블라스티미르(Vlastimir) 공작이 발칸반도에서 세력을 확장하고 있던 불가리아 제1제국을 물리쳤다. 이를 계기로 세르비아에는 블라스티미로비치(Vlastimirović) 왕조의 지배를 받은 중세 세르비아 공국이 수립되었다. 850년에는 무티미르(Mutimir) 공작이 동방 정교회를 세르비아의 국교로 정하면서 기독교 세례를 받게 된다. 중세 세르비아 공국은 마케도니아, 보스니아 등으로 세력을 확장했지만 969년 비잔티움 제국에 합병되면서 소멸되고 만다.
1091년에는 현재의 노비파자르에 세워진 도시인 스타리라스를 수도로 하는 세르비아 대공국이 수립되었다. 1166년에는 스테판 네마냐가 세르비아의 대공으로 즉위한 뒤부터 세르비아의 여러 부족을 통일했다. 스테판 네마냐는 비잔티움 제국과의 투쟁에서 승리한 이후에 독립된 세르비아의 국왕으로 즉위하면서 네마냐 왕조 시대를 열었다.
1217년에는 스테판 네마니치가 세르비아의 국왕 칭호를 받으면서 세르비아 대공국은 중세 세르비아 왕국으로 격상되었다. 1219년에는 스테판 네마니치의 동생인 성 사바에 의해 세르비아 정교회가 설립되었다. 이를 계기로 세르비아 정교회는 콘스탄티노폴리스 총주교에서 분리된 교회로 인정받았다.
14세기 중엽에는 스테판 우로시 4세 두샨이 발칸반도의 거의 대부분을 석권하는 등 세력을 떨쳤으나 1389년 코소보 전투에서 오스만 제국에게 패하고,:201 오스만 제국의 지배 아래 들어갔다. 결국 당시 이들의 중심지였던 보스니아는 동서양의 상반되는 세력에 오랫동안 굴복당해야 했다.:201
1817년에는 세르비아 공국이 수립되었다. 세르비아 공국은 1830년 오스만 제국으로부터 완전한 자치권을 획득했으며 세르비아 공작의 세습도 인정받았다. 공국 수립 당시의 영토는 오스만 제국의 베오그라드 파샤 관구가 있던 곳에 불과했지만 1831년부터 1833년까지 공국의 영토가 동쪽, 남쪽, 서쪽으로 확장되었다.
1867년 4월 18일에 오스만 제국이 세르비아 공국에서 군대를 철수하면서 세르비아 공국은 사실상 독립했다. 1878년 7월 13일에 체결된 베를린 조약을 통해 오스만 제국이 세르비아 공국의 독립을 법적으로 승인하면서 세르비아 공국은 국제적인 승인을 받았다. 1882년을 기해 세르비아 왕국으로 개편되었다.
세르비아 왕국은 민족적으로는 슬라브족에 속하고 오스트리아-헝가리 제국의 간섭에서 자유롭지 못하였으므로 범슬라브주의와 범게르만주의가 교착되는 등 국내 정세가 복잡하였다. 알렉산다르 1세가 1903년에 흑수단에 의해 암살된 뒤, 다음 왕인 페타르 1세는 이를 해결하기 위하여 필사적으로 노력하였으나, 오스트리아-헝가리의 세력확장 정책과 유럽 열강들의 이해 대립이 발칸을 화약고와 같은 상태로 몰아넣었다.
1908년 보스니아 헤르체고비나가 오스트리아-헝가리에 병합되고, 1914년에는 흑수단에 소속되어 있었던 세르비아의 대학생인 가브릴로 프린치프에 의해 오스트리아-헝가리의 황태자 프란츠 페르디난트가 암살되는 사건이 발생한다. 이를 사라예보 사건이라 한다. 이후, 오스트리아-헝가리는 세르비아에 전쟁을 선포, 제1차 세계 대전이 발발하였다.
1914년 6월 28일 세르비아 출신의 가브릴로 프린치프가 오스트리아-헝가리 제국의 황태자였던 프란츠 페르디난트 대공을 암살한 사라예보 사건이 일어났다. 이 사건이 일어난 지 한 달 뒤에 오스트리아-헝가리 제국은 세르비아에 선전 포고를 하면서 제1차 세계 대전이 일어나게 된다. 오스트리아-헝가리 제국의 집요한 침략에 세르비아는 잘 막아냈지만, 1916년 2월부터 한동안 점령당했다. 1918년 세르비아와 몬테네그로는 오스트리아-헝가리 제국에 빼앗긴 땅을 수복하고 보이보디나 주를 편입하였으며, 1920년에는 유고슬라비아 왕국으로 통합되었다.
유고슬라비아 왕국은 제2차 세계 대전이 진행 중이던 1941년 3월 25일에는 추축국 진영에 가담했지만 같은 해 3월 27일에 일어난 친(親)영국파 세력의 쿠데타로 인해 탈퇴하고 만다. 추축국 진영에 있던 나치 독일, 이탈리아 왕국은 이에 대한 보복 조치로 유고슬라비아를 침공하게 된다. 유고슬라비아는 소련의 지원과 유고슬라비아 파르티잔의 활동을 통해 1943년부터 1945년 사이에 영토를 수복했다. 이를 계기로 요시프 브로즈 티토는 유고슬라비아 사회주의 연방공화국을 수립하게 된다.
1980년 티토가 사망한 이후에 유고슬라비아에서는 민족주의 여론이 형성되었으며, '대 세르비아주의', '대 크로아티아주의' 등 극단적인 민족주의 정치 세력이 등장했다. 유고 연방 내에 민족주의가 대두함에 따라 1991년부터 1992년까지 사이에 슬로베니아, 크로아티아, 마케도니아 공화국, 보스니아 헤르체고비나가 차례로 유고슬라비아에서 분리 독립을 선언하였으며, 유고슬라비아 전쟁이 발발한다. 세르비아 군인들은 크로아티아 독립 전쟁, 보스니아 전쟁, 코소보 전쟁에서 민족 청소 등 반인륜적 전쟁 범죄를 자행했는데, 세르비아뿐만 아니라 각 민족 간 전쟁범죄 및 인종청소를 자행됨에 따라 많은 세르비아계 역시 피해를 입었고, 난민 신세로 전락했다. 이어 북대서양 조약 기구와 미국이 군사 개입을 감행했다.
2003년 2월에는 신 유고 연방을 세르비아 몬테네그로로 개명하였으며, 2006년 5월 몬테네그로가 분리 독립 투표에서 독립을 가결함으로써 같은 해 6월 5일에 '세르비아 몬테네그로'가 해체되어 세르비아 공화국과 몬테네그로 공화국으로 분리되었다. 2008년 2월 17일, 코소보가 세르비아에서 분리 독립을 선언하였다.

## 지리
세르비아는 남동부 유럽 발칸반도의 판노니아 평원에 자리잡고 있으며, 다뉴브강이 북쪽 지방을 흘러간다. 세르비아는 북쪽으로 헝가리, 동쪽으로 루마니아와 불가리아, 서쪽으로 크로아티아 · 보스니아 헤르체고비나 · 몬테네그로, 남쪽으로 마케도니아 공화국과 국경을 접하며, 남쪽의 코소보와 분쟁 중에 있다.
동쪽 국경에는 카르파티아산맥이 있고, 벨리카 모리카라고 하는 500km 길이의 강이 흐른다. 남동부 지방에는 발칸 산맥이 로도프 산맥과 맞닿아 있고, 그리스와 마주한다. 세르비아 영토의 4분의 1 이상은 숲으로 되어 있다.

## 행정 구역
세르비아는 29개 구(세르비아어: Округ, okrug)와 1개 특별시(베오그라드 시)로 구성되어 있다.
세르비아는 헝가리인이 많이 사는 보이보디나 자치주와 알바니아인이 절대다수를 차지하는 코소보 자치주를 포함. 

## 정치
의원내각제 국가인 세르비아는 대통령보다 총리의 실권이 크고 대통령은 상징적인 역할에 머물고 있으나, 부치치 총리가 대통령이 되면 대통령의 권한이 지금보다 훨씬 강화될 것으로 관측된다. 유고 내전의 여파로 얼마 전까지 대안 우익 정당인 세르비아 급진당이 집권했었으나, 시간이 흐름에 따라 일반 우익 정당인 세르비아 진보당이 집권하게 되었다.
현재 세르비아의 주요 정당들은 다음과 같다.
- 여당
- 세르비아 진보당-민족주의 정당 (102석)
- 세르비아 사회당-민주사회주의 정당 (22석)
- 세르비아 사회민주당-사회민주주의 정당 (10석)
- 세르비아 연합연금수령자당-사회민주주의 정당 (9석)
- 사회주의자 운동-국가사회주의 정당 (5석)

- 야당
- 세르비아 급진당-국가주의 정당 (22석)
- 민주당-사회자유주의 정당 (15석)
- 더 이상은 안 된다-자유보수주의 정당 (13석)
- 자유민주당-민족자유주의 정당 (9석)
- 드베리-기독교 우파 정당 (7석)

## 주민
2017년 기준,  세르비아 인구는 702.2만명이다. 남슬라브족의 일파인 세르비아인이 인구의 83%로 다수를 점하고 있다. 두 번째로 많은 헝가리인(3.9%)은 보이보디나를 중심으로 많이 거주하고 있고, 보스니아인(1.8%), 롬족(1.4%), 그 밖에 다른 민족인 알바니아인, 크로아티아인, 불가리아인 등이 거주한다.

## 언어
세르비아어가 공용어이다. 키릴 문자와 로마자 모두 사용되나, 키릴 문자의 사용이 보다 보편적이다. 크로아티아어나 보스니아어와는 유고슬라비아 시절에는 방언적 차이에 불과했으나, 현재 정치적인 대립을 배경으로 급속히 분화하는 중이다.
2006년 10월 28일과 29일에 실시한 국민투표로 확정한 헌법 10조 1항에 "세르비아 공화국에서는 세르비아어와 키릴문자가 공식적으로 사용된다."라고 규정했다. 보이보디나 자치주에서는 헝가리계 주민 상당수가 모어(母語)로 헝가리어를 쓰며, 그 밖에 소수 민족 언어도 일부 사용된다.
세르비아는 2006년 9월 부쿠레슈티에서 열린 프랑코포니 정상회담에 따라 참관국 자격을 획득하였으나, 프랑스어의 사용은 일부 제한적이다.

## 종교
종교 인구의 85%는 세르비아 정교회(주로 세르비아인)로서 다수를 점하고 있으며, 가톨릭(주로 헝가리인과 크로아티아인)이 5.5%, 무슬림(주로 보스니아인과 알바니아인)이 3.2%, 개신교가 1.1%이다.

## 경제
공산주의 붕괴에 따라 1992년 계획경제에서 시장경제로 전환하여 경제 발전을 시작했으나, 유고슬라비아 전쟁과 그로 인한 UN의 경제제재로 어려움을 겪었다. 2003년에는 국유 재산의 완전 사유화와 외자유치를 추진했지만, 2004년에는 외국인 투자가 절반 수준으로 떨어지고 무역적자가 커져 그를 메워줄 경제와 산업이 필요하다. 광공업이 발달했지만, 헝가리나 폴란드에 비해 경제 발전이 한참 뒤떨어져 있다.

## 문화

### 국경일
| 날짜              | 한국어 표기                             | 세르비아어 표기                       | 비고                                                                              |
| ----------------- | --------------------------------------- | ------------------------------------- | --------------------------------------------------------------------------------- |
| 1월 1일 - 1월 2일 |                                         |                                       |                                                                                   |
| 1월 7일           | 정교회 크리스마스                       |                                       | 율리우스력 12월 25일                                                              |
| 1월 14일          | 정교회 설날                             | Српска нова година/Srpska nova godina | 율리우스력 1월 1일                                                                |
| 1월 27일          | 조국 영웅의 날                          | 성 사바의 날                          |                                                                                   |
| 2월 15일          | 세르비아의 국경일                       | Сретeње/Sretenje                      |                                                                                   |
|                   | 정교회 부활절 금요일                    |                                       | 정교회 부활절: 4월 4일 ~ 5월 8일 사이(율리우스력 3월 22일 ~ 4월 25일 사이) 일요일 |
|                   | 정교회 부활절 월요일                    |                                       | 정교회 부활절: 4월 4일 ~ 5월 8일 사이(율리우스력 3월 22일 ~ 4월 25일 사이) 일요일 |
| 5월 1일 - 5월 2일 | 노동절                                  |                                       |                                                                                   |
| 5월 9일           | 승전일                                  |                                       |                                                                                   |
| 6월 28일          | 비도브단(마르티르의 날, 성 비투스의 날) |                                       | 코소보 전투에서 전사한 군인들을 기념하기 위한 날                                  |